# Lord T & Eloise
Lord T & Eloise é um grupo de rap e hip hop de Memphis, Tennessee formada em 2006 por Maurice Eloise XIII, Lord Treadwell, DJ Witnesse, Teddy Roosevelt.

## Discografia

### Álbuns de estúdio
- 2006 – Aristocrunk[7][8]
- 2008 – Chairmen of the Bored
- 2010 – Rapocalypse